# Національні природні парки Ізраїлю

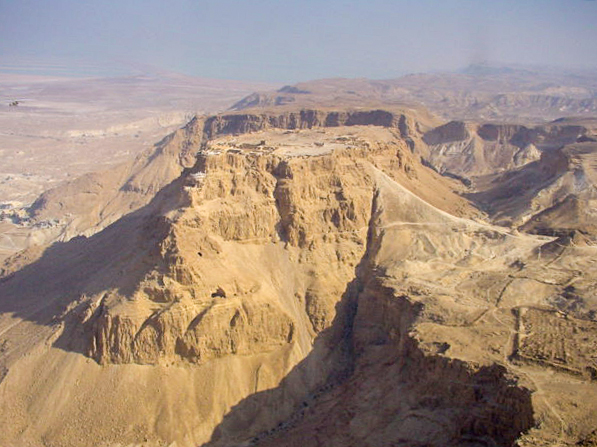
Гора Масада

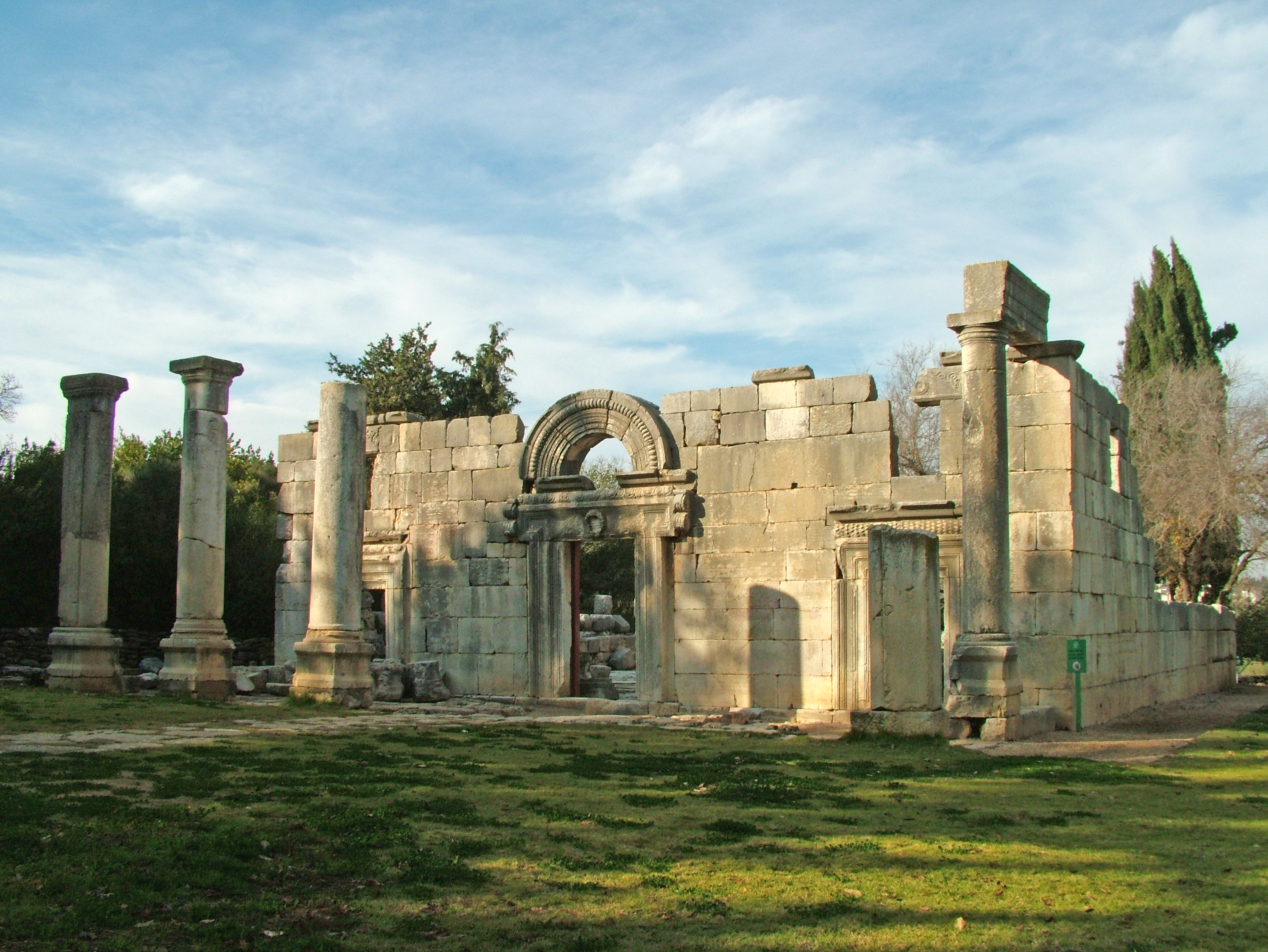
Руїни давньої синагоги у національному парку Бар'ам

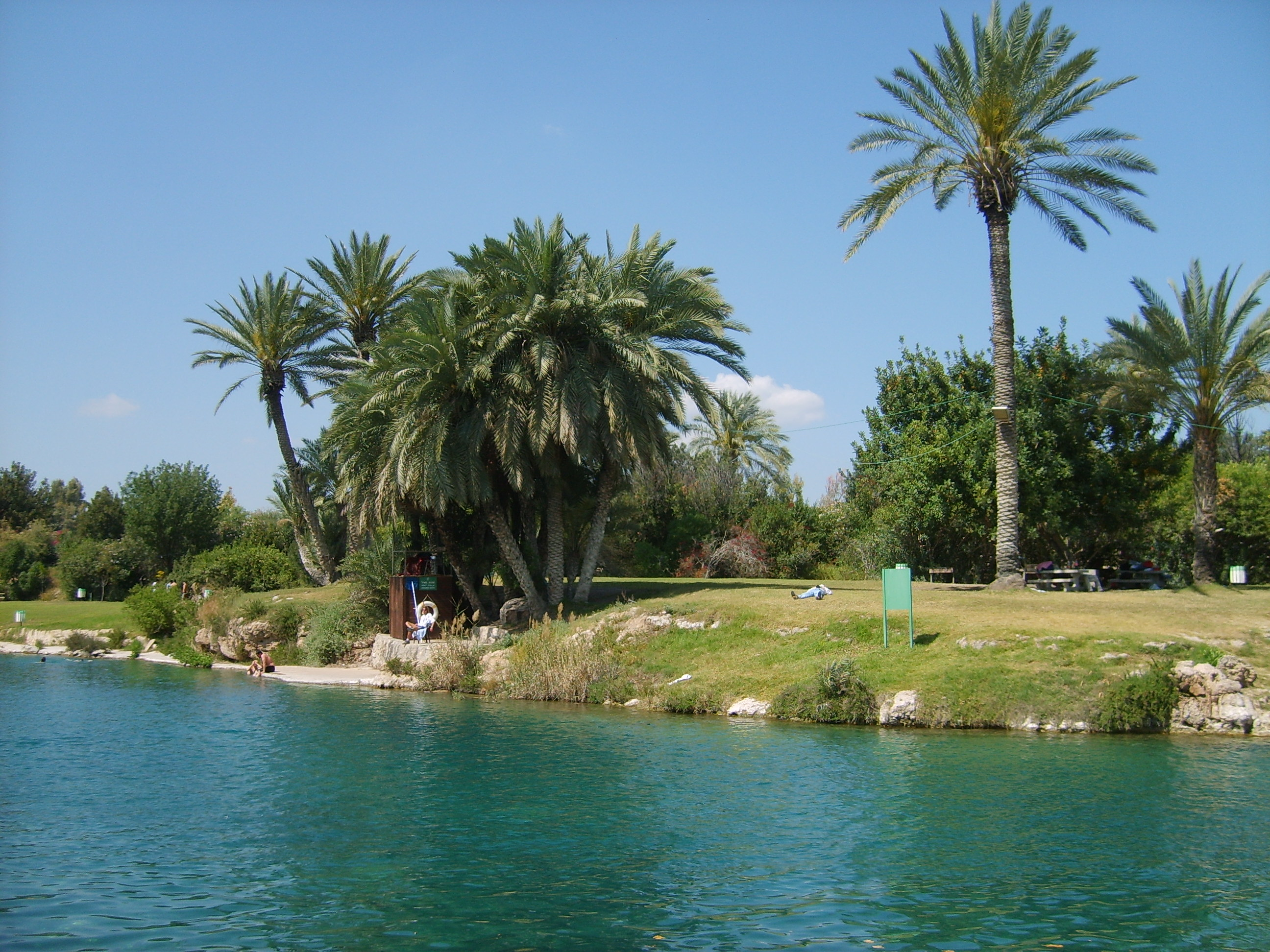
Природні теплі озера у національному парку Ґан-га-Шлоша

Національні природні парки Ізраїлю — це оголошені історичні місця або природні заповідники держави Ізраїль, підпорядковані державній організації «Управління природи і парків Ізраїлю», яка здійснює управління та нагляд за національними природними парками та заповідниками країни. Станом на 2005 рік в Ізраїлі налічується більше 150 природних заповідників, на території яких охороняються 2500 видів рідкісних диких рослин, 20 видів риб, 400 видів птахів та 70 видів ссавців.
Визначення національних парків Ізраїлю подане у законі «Про національні парки» від 1988 року та виглядає так:
|  | Території, які використовуються або призначені для використання з метою відпочинку населення на свіжому повітрі або увіковічнення цінностей, що мають історичне, археологічне, архітектурне, природне або культурне значення. |

Деякі національні природні парки розташовані на місцях археологічних пам'яток, наприклад, Мегіддо, Бейт-Ше'ан, Ашкелон та Курсі. Інші – наприклад, річка Александр, національний парк на горі Кармель та Гуршат-Таль зосереджені на охороні природи та збереженні місцевої флори і фауни. На території деяких національних парків завдяки управлінню природи і парків Ізраїлю існує розвинена туристична інфраструктура: деякі парки та природні заповідники облаштовані для кемпінгу, тобто мають бунгало та спеціально відведені  місця для наметів, відкриті для малих груп або окремих туристів. Частина таких парків знаходиться на Голанських висотах та західному березі річки Йордан. У іншій частині парків було збережено природне середовище за винятком маркованих маршрутів та огорож. Також більша частина національних природних парків Ізраїлю мають спеціальні маршрути для людей з обмеженими фізичними можливостями на інвалідних візках.
Станом на 2011 рік найпопулярнішими національними природними парками країни були Яркон, Кейсарія, Національний парк Ейн-Геді та Тель-Дан.

## Історія

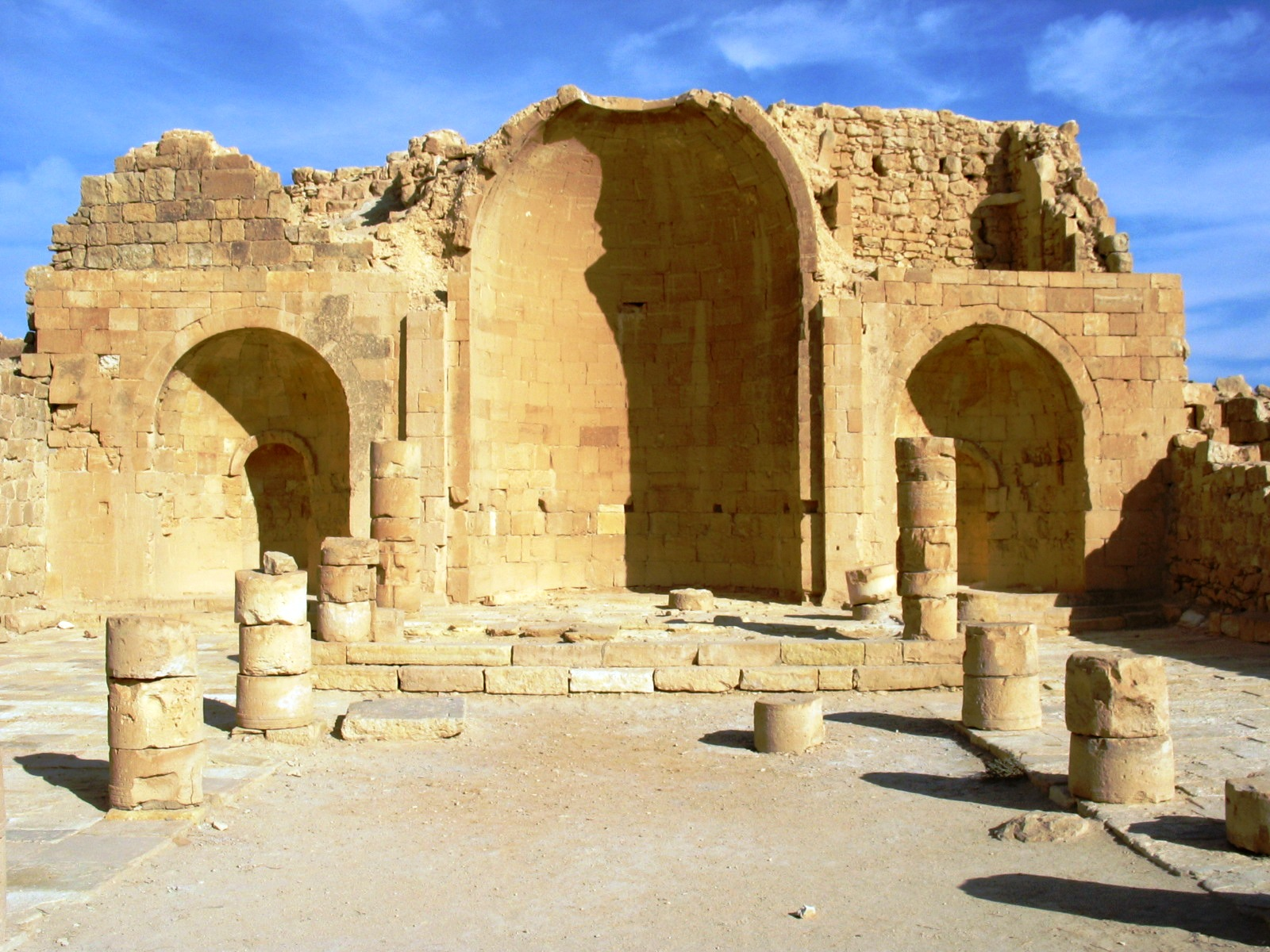
Національний парк Шивта, об'єкт Світової спадщини ЮНЕСКО

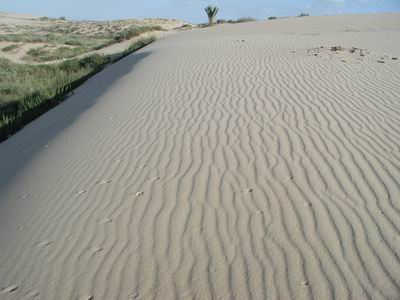
Парк піщаних дюн Ніцанім, Ашдод

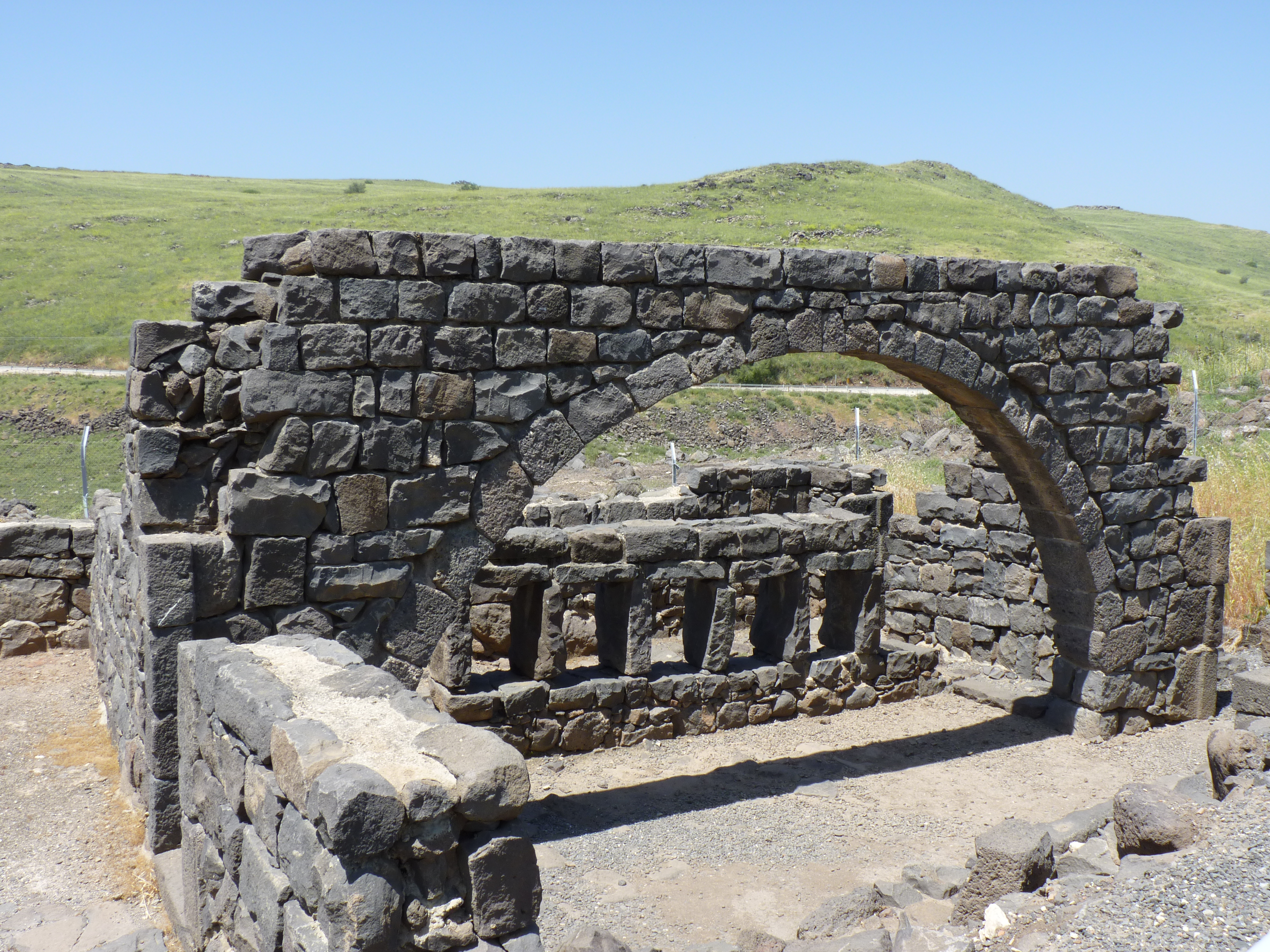
Національний парк Коразим

У ХІХ столітті кількість населення території майбутнього Ізраїлю коливалося між 275 000 та 475 000 осіб. Через численні хвилі імміграцій потреби місцевого населення збільшилися. У той час вирубалося багато лісів з метою забезпечення вугіллям для опалення, промисловості та турецької залізниці.[джерело?] Також у ХІХ столітті вимерла місцева популяція азійських левів.
Німецькі темплери привезли із собою рушниці, які місцеві селяни невдовзі почали використовувати для полювання на тварин. Під час Першої Світової війни характерним було масштабне придбання та використання вогнепальної зброї,[джерело?] тому німецькі офіцери були затятими мисливцями. До початку ХХ століття внаслідок полювань під загрозою вимирання опинилися крокодили, сирійські страуси, козулі, лані, сирійські бурі ведмеді та кулани.[джерело?]
Внаслідок цього уряд Британського мандату ухвалив низку законів, спрямованих на збереження місцевої флори і фауни. У 1824 році було оприлюднено Закон про полювання, а у 1926 – Постанову про ліси. Деякі місця країни, наприклад, гори Кармель та Мерон, було оголошено заповідниками; також почалась охорона певних видів дерев.
У 1953 році Кнесет ухвалив Закон про охорону дикої природи (івр. חוק הגנת חיות-הבר), відповідальним за реалізацію якого став міністр сільського господарства країни. У 1955 році при канцелярії прем'єр-міністра Ізраїлю було створено відділ з покращення ландшафту країни (івр. המחלקה לשיפור נוף הארץ), метою якого було створення туристичної інфраструктури. За сприяння цього відділу було створено низку відомих національних природних парків, зокрема парки Ґан-га-Шлоша, Кейсарія, Шивта та Авдат. Через катастрофічне висихання озера Хула та натиск спільноти у 1964 році було створено заповідник  «Хула» – перший оголошений природний заповідник Ізраїлю. У 1963 році Кнесет також схвалив закон «Про національні природні парки та природні заповідники» (івр. חוק הגנים הלאומיים ושמורות הטבע), створення якого почалося ще 1956 року. Згодом виникло дві схожі за функціями установи: Управління національних природних парків та Управління природних заповідників, які 1998 році об'єдналися в Управління природи і парків Ізраїлю.
У 2010/11 році в північній частині долини Ваді-ель-Араба востаннє бачили арабського леопарда. Ймовірно, він вже є вимерлим видом у країні.

## Національні парки Ізраїлю
В Ізраїлі здебільшого не існує чіткої різниці між національними природними парками та заповідниками. Національні природні парки найчастіше розміщуються біля археологічних пам'яток, хоча іноді до них входять захищені природні зони; у свою чергу природні заповідники містять у собі не лише захищені види флори та фауни, а й великі археологічні пам'ятки. Наприклад, природний заповідник на горі Хермон охоплює не лише частину лісистої місцевості, а й масштабні руїни давнього міста Баніас/Кесарія Філіппі. Інколи проводиться адміністративний розділ: як, наприклад, у випадку оази Ейн-Геді в Юдейській пустелі, де водночас знаходяться і Національний парк старовини Ейн-Геді, і однойменний природний заповідник.

### Список національних природних парків Ізраїлю
Станом на 2015 рік Управління природи і парків Ізраїлю налічувало 86 національних природних парків на території Ізраїлю та західного берега Йордану загальною площею 208 994 дунами.
| №  | Зображення | Повна назва                                              | Округ         | Площа (дунам) | Рік заснування | Категорія МСОП | WDPA #    | Посилання              | Коментар                                     |
| -- | ---------- | -------------------------------------------------------- | ------------- | ------------- | -------------- | -------------- | --------- | ---------------------- | -------------------------------------------- |
| 1  |            | Ашкелон івр. גן לאומי אשקלון                             | Південний     | 3 087         | 1965           | ІІІ            | 17804     | [ 13 ] [ 14 ]          |                                              |
| 2  |            | Юдейські гори івр. גן לאומי הרי יהודה                    | Єрусалимський | 27 311        | 1965           |                | 317010    | [ 15 ] [ 16 ]          |                                              |
| 3  |            | Бейт-Альфа івр. בית הכנסת בבית אלפא                      | Північний     | 5,5           | 1965           |                | 555549354 | [ 17 ] [ 18 ] [ 19 ]   |                                              |
| 4  |            | Бейт-Ше'ан івр. בית שאן                                  | Північний     | 1 769         | 1965           |                |           | [ 20 ] [ 21 ]          |                                              |
| 5  |            | Шивта івр. שבטה                                          | Південний     | 3 470         | 1966           |                |           | [ 22 ] [ 23 ]          |                                              |
| 6  |            | Тель-Мегіддо івр. תל מגידו, трансліт. גן לאומי תל מגידו  | Північний     | 186           | 1966           |                |           | [ 24 ]                 | Об'єкт Світової спадщини ЮНЕСКО №1108 (2005) |
| 7  |            | Бар'ам івр. גן לאומי ברעם                                | Північний     | 28            | 1966           |                |           | [ 26 ]                 |                                              |
| 8  |            | Масада івр. מצדה                                         | Південний     | 3 400         | 1966           |                |           | [ 27 ] [ 28 ]          | Об'єкт Світової спадщини ЮНЕСКО №1040 (2001) |
| 9  |            | Авдат івр. עבדת                                          | Південний     | 2 100         | 1966           |                |           | [ 30 ] [ 31 ]          |                                              |
| 10 |            | Ейн-Авдат івр. עין עבדת                                  | Південний     | 4 800         | 1966           |                |           | [ 32 ] [ 33 ]          |                                              |
| 11 |            | Сідна-Алі івр. סידנא עלי                                 | Центральний   | 131           | 1966           |                |           | [ 34 ]                 |                                              |
| 12 |            | Ешколь івр. גן לאומי אשכול                               | Південний     | 3 615         | 1966           |                |           | [ 35 ] [ 36 ]          | Включає в себе частину заповідника Бесор     |
| 13 |            | Мамшит івр. ממשית                                        | Південний     | 1 420         | 1966           |                |           | [ 37 ] [ 38 ]          |                                              |
| 14 |            | Гамат-Тверія івр. חמת טבריה                              | Північний     | 13            | 1967           |                |           | [ 39 ] [ 40 ]          |                                              |
| 15 |            | Бельвуар івр. כוכב הירדן                                 | Північний     | 615           | 1967           |                |           | [ 41 ] [ 42 ]          |                                              |
| 16 |            | Ґан-га-Шлоша івр. גן השלושה                              | Північний     | 139           | 1967           |                |           | [ 43 ] [ 44 ]          |                                              |
| 17 |            | Капернаум івр. כפר נחום                                  | Північний     | 1 728         | 1967           |                |           | [ 45 ] [ 46 ]          |                                              |
| 18 |            | Мівцар-Єхіам івр. מבצר יחיעם                             | Північний     | 48            | 1967           |                |           | [ 47 ] [ 48 ]          |                                              |
| 19 |            | Монфор івр. (מונפור (מבצר)                               | Північний     | 1 109         | 1967           |                | 317019    | [ 49 ] [ 50 ]          |                                              |
| 20 |            | Тель-Хацор івр. תל חצור                                  | Північний     | 1 668         | 1967           |                |           | [ 51 ] [ 52 ]          | Об'єкт Світової спадщини ЮНЕСКО №1108 (2005) |
| 21 |            | Ахзів івр. :אכזיב, трансліт. גן לאומי אכזיב              | Північний     | 450           | 1968           | ІІІ            | 17780     | [ 53 ] [ 54 ]          |                                              |
| 22 |            | Ейн-Хемед івр. עין חמד                                   | Єрусалимський | 59            | 1968           |                |           | [ 55 ] [ 56 ]          |                                              |
| 23 |            | Сде-Амудім івр. שדה עמודים                               | Північний     | 162           | 1968           |                | 317022    | [ 57 ] [ 58 ] [ 59 ]   |                                              |
| 24 |            | Горшат-Таль івр. חורשת טל                                | Північний     | 765           | 1968           |                |           | [ 60 ] [ 61 ]          |                                              |
| 25 |            | Ма'аян-Харод івр. מעיין חרוד                             | Північний     | 1 136         | 1968           |                |           | [ 62 ] [ 63 ]          |                                              |
| 26 |            | Кесарія івр. קיסריה                                      | Північний     | 475           | 1968           |                |           | [ 64 ] [ 65 ]          |                                              |
| 27 |            | Гіппос івр. סוסיתא                                       | Північний     | 1 690         | 1969           |                |           | [ 66 ]                 |                                              |
| 28 |            | Кармель івр. הכרמל                                       | Північний     | 63 950        | 1971           |                |           | [ 67 ] [ 68 ]          |                                              |
| 29 |            | Рош-га-Нікра івр. ראש הנקרה                              | Північний     | 220           | 1972           |                |           | [ 69 ]                 |                                              |
| 30 |            | Хоф-га-Шарон івр. חוף השרון                              | Північний     | 1 250         | 1973           |                |           | [ 70 ] [ 71 ]          |                                              |
| 31 |            | Стіни Єрусалима івр. סובב חומות ירושלים                  | Єрусалимський | 1 250         | 1974           |                |           | [ 72 ] [ 73 ]          |                                              |
| 32 |            | Яркон івр. הגן הלאומי ירקון                              | Центральний   | 4 096         | 1978           |                |           | [ 74 ] [ 75 ]          | Включає в себе Тель-Афек (Антипатрида)       |
| 33 |            | Кастель івр. הקסטל                                       | Єрусалимський | 150           | 1980           |                |           | [ 76 ]                 |                                              |
| 34 |            | Річка Александр івр. נחל אלכסנדר                         | Центральний   | 3 744         | 1982           |                |           | [ 77 ] [ 78 ]          |                                              |
| 35 |            | Тель-Арад івр. תל ערד                                    | Південний     | 1 748         | 1982           |                |           | [ 79 ] [ 80 ]          |                                              |
| 36 |            | Тель-Бе'ер-Шева івр. תל באר שבע                          | Південний     | 180           | 1986           |                |           | [ 81 ] [ 82 ]          | Об'єкт Світової спадщини ЮНЕСКО №1108 (2005) |
| 37 |            | Бейт-Гуврін івр. בית גוברין - מרשה                       | Центральний   | 5 080         | 1989           |                |           | [ 83 ] [ 84 ]          |                                              |
| 38 |            | Фавор івр. הר תבור                                       | Північний     | 3 480         | 1991           |                |           | [ 85 ] [ 86 ]          |                                              |
| 39 |            | Сефорис івр. (ציפורי (יישוב עתיק)                        | Північний     | 15 300        | 1993           |                |           | [ 87 ] [ 88 ]          |                                              |
| 40 |            | Тель-Лахіш івр. תל לכיש                                  | Південний     | 15 300        | 1994           |                |           | [ 89 ]                 |                                              |
| 41 |            | Міґдаль-Цедек івр. מגדל אפק                              | Центральний   | 1 701         | 1994           |                |           | [ 90 ] [ 91 ]          | Також має назву «Міґдаль-Афек»               |
| 42 |            | Тель-Кедеш івр. תל קדש                                   | Північний     | 1 352         | 1999           |                |           | [ 92 ]                 |                                              |
| 43 |            | Арбель івр. גן לאומי ארבל                                | Центральний]] | 12 612        | 1999           | IV             | 14975     | [ 93 ] [ 94 ]          |                                              |
| 44 |            | Емек-Цурим івр. עמק צורים                                | Центральний   | 165           | 2015           |                |           | [ 95 ] [ 96 ]          |                                              |
| 45 |            | Бейт-Ше'ан івр. בית שאן                                  | Північний     | 1 769         | 2001           |                |           | [ 97 ] [ 98 ]          |                                              |
| 46 |            | Гурват-Мінім івр. חורבת מנים                             | Північний     | 39,7          | 2002           |                |           | [ 99 ]                 |                                              |
| 47 |            | Курсі івр. כורסי                                         | Північний     | 240           | 2002           |                | 317001    | [ 100 ] [ 101 ]        |                                              |
| 48 |            | Монумент бригаді «Негев» івр. גן לאומי אנדרטת חטיבת הנגב | Південний     | 295           | 2002           |                |           | [ 102 ] [ 103 ]        |                                              |
| 49 |            | Авіхаїль івр. גן לאומי אביחיל                            | Центральний   | 94            | 2009           |                |           | [ 104 ] [ 105 ]        |                                              |
| 50 |            | Тель-Шикмона івр. תל שקמונה                              | Хайфський     | 73,3          | 2008           |                |           | [ 106 ] [ 107 ]        |                                              |
| 51 |            | Аполлонія-Арзуф івр. גן לאומי אפולוניה                   | Центральний   | 300           | 2003           |                |           | [ 70 ] [ 108 ] [ 109 ] |                                              |

1Знаходиться на території, окупованій Ізраїлем.

## Зовнішні посилання
- Офіційна сторінка Управління природи і парків Ізраїлю(івр.)(англ.)(араб.)